# Kaare Svalastoga
Kaare Halvor Svalastoga (* 1. März 1914 in Rjukan; † 8. Juni 1997) war ein aus Norwegen stammender dänischer Soziologe und Hochschullehrer.

## Leben und Wirken
Nach seiner Reifeprüfung 1933 in Skien studierte Kaare Svalastoga Geschichte an der Universität Oslo und erwarb dort 1940 den Magistergrad. Von 1937 bis 1946 arbeitete er an der Universitätsbibliothek Oslo, unterbrochen von einer 1944 bis 1945 erfolgten und durch die deutsche Besatzungsmacht resultierende Gefangenschaft. Nach dem Zweiten Weltkrieg setzte Svalastoga seine Studien in den USA fort und beschäftigte sich dort mit dem Fach Soziologie, zunächst an der Universität Chicago, dann an der University of Washington in Seattle, wo er 1950 promovierte. Im gleichen Jahr erhielt er einen Ruf an die Universität Kopenhagen, wo er mit dem Aufbau eines Instituts für Soziologie begann. Im Zusammenhang mit seiner Festanstellung 1956 erwarb er die dänische Staatsbürgerschaft und lehrte an der Universität Kopenhagen bis zum Eintritt in den Ruhestand 1984. Bereits während seines Aufenthalts in Seattle machte sich Svalastoga vertraut mit der Meinungsforschung und der empirischen Sozialforschung.
In seinen Forschungsarbeiten beschäftigte sich Svalastoga vor allem mit der Kultursoziologie, der sozialen Schichtung und Mobilität. Seine Sichtweise war positivistisch. Er trat auch als Redakteur von soziologischen Fachzeitschriften und Mitarbeiter in Fachgesellschaften hervor.

## Veröffentlichungen (Auswahl)
- Byer i emning. Porsgrunn, Brevik og Langesund 1660–1740. Grøndahl, Oslo 1943.
- The measurement of desirability. The time token method. In: Sociologiske meddelelser, Bd. 4 (1958), S. 83–98.
- Prestige, class and mobility. Svenska Bokfoerl., Gyldendal 1959 (Reprint: Arno Press, New York 1979, ISBN 0-405-12123-7).
- (mit Preben Wolf): En by ved grænsen. Gyldendal, København 1963 (soziologische Studie in der Stadt Tønder/Tondern nahe der deutsch-dänischen Grenze).
- (mit Preben Wolf): A town in Danish borderland. In: International review of community management, Jg. 1965, H. 3/4, S. 27–48.
- Social differentiation. MacKay, New York 1969.
- Gedanken zu internationalen Vergleichen sozialer Mobilität. In: David Glass/René König (Hrsg.): Soziale Schichung und soziale Mobilität (= Kölner Zeitschrift für Soziologie und Sozialpsychologie, Sonderhefte, Bd. 5). 5. Aufl. Westdeutscher Verlag, Opladen 1974, S. 284–302, ISBN 3-531-10929-4.
- The social system. Akademisk Forl., København 1974.
- Differential rates of chance and violence. France and Germany, 1820-1920. In: Acta sociologica, Bd. 21 (1978), S. 23–33.
- On deadly violence. Universitetsforl., Oslo 1982, ISBN 82-00-06071-3.